# Globus d'Or al millor actor en minisèrie o telefilm
El Globus d'Or al millor actor de minisèrie o telefilm va ser lliurat per primera vegada el 1981 per l'associació de la premsa estrangera de Hollywood. Aquest guardó s'atorga al protagonista d'una minisèrie o telefilm, principalment en territori nord-americà.

## Guardonats per any

### Dècada de 2010
| Any  | Candidats            | Candidats                                         | Pel·lícula                                                | Paper                          |
| ---- | -------------------- | ------------------------------------------------- | --------------------------------------------------------- | ------------------------------ |
| 2019 |                      | Russell Crowe                                     | The Loudest Voice                                         | Roger Ailes                    |
| 2019 | Christopher Abbott   | Catch-22                                          | John Yossarian                                            |                                |
| 2019 | Sacha Baron Cohen    | The Spy                                           | Eli Cohen / Kamel Amin Thaabet                            |                                |
| 2019 | Jared Harris         | Chernobyl                                         | Valery Legasov                                            |                                |
| 2019 | Sam Rockwell         | Fosse/Verdon                                      | Bob Fosse                                                 |                                |
| 2018 |                      | Darren Criss                                      | The Assassination of Gianni Versace: American Crime Story | Andrew Cunanan                 |
| 2018 | Antonio Banderas     | Genius: Picasso                                   | Pablo Picasso                                             |                                |
| 2018 | Daniel Brühl         | The Alienist                                      | Dr. Lazlo Kreizler                                        |                                |
| 2018 | Benedict Cumberbatch | Patrick Melrose                                   | Patrick Melrose                                           |                                |
| 2018 | Hugh Grant           | A Very English Scandal                            | Jeremy Thorpe                                             |                                |
| 2017 |                      | Ewan McGregor                                     | Fargo                                                     | Emmit and Raymond "Ray" Stussy |
| 2017 | Robert De Niro       | The Wizard of Lies                                | Bernard Madoff                                            |                                |
| 2017 | Jude Law             | The Young Pope                                    | Papa Pius XIII                                            |                                |
| 2017 | Kyle MacLachlan      | Twin Peaks                                        | Dale Cooper, Cooper's Double, Douglas "Dougie" Jones      |                                |
| 2017 | Geoffrey Rush        | Genius: Einstein                                  | Albert Einstein                                           |                                |
| 2016 |                      | Tom Hiddleston                                    | The Night Manager                                         | Jonathan Pine                  |
| 2016 | Riz Ahmed            | The Night Of                                      | Nasir "Naz" Khan                                          |                                |
| 2016 | Bryan Cranston       | All the Way                                       | Lyndon B. Johnson                                         |                                |
| 2016 | John Turturro        | The Night Of                                      | John Stone                                                |                                |
| 2016 | Courtney B. Vance    | The People v. O. J. Simpson: American Crime Story | Johnnie Cochran                                           |                                |
| 2015 |                      | Oscar Isaac                                       | Show Me a Hero                                            | Nick Wasicsko                  |
| 2015 | Idris Elba           | Luther                                            | DCI John Luther                                           |                                |
| 2015 | David Oyelowo        | Nightingale                                       | Peter Snowden                                             |                                |
| 2015 | Mark Rylance         | Wolf Hall                                         | Thomas Cromwell                                           |                                |
| 2015 | Patrick Wilson       | Fargo                                             | State Trouper Lou Solverson                               |                                |
| 2014 |                      | Billy Bob Thornton                                | Fargo                                                     | Lorne Malvo                    |
| 2014 | Martin Freeman       | Fargo                                             | Lester Nygaard                                            |                                |
| 2014 | Woody Harrelson      | True Detective                                    | Detective Martin Hart                                     |                                |
| 2014 | Matthew McConaughey  | True Detective                                    | Detective Rust Cohle                                      |                                |
| 2014 | Mark Ruffalo         | The Normal Heart                                  | Ned Weeks                                                 |                                |
| 2013 |                      | Michael Douglas                                   | Behind the Candelabra                                     | Liberace                       |
| 2013 | Matt Damon           | Behind the Candelabra                             | Scott Thorson                                             |                                |
| 2013 | Chiwetel Ejiofor     | Dancing on the Edge                               | Louis Lester                                              |                                |
| 2013 | Idris Elba           | Luther                                            | DCI John Luther                                           |                                |
| 2013 | Al Pacino            | Phil Spector                                      | Phil Spector                                              |                                |
| 2012 |                      | Kevin Costner                                     | Hatfields & McCoys                                        | Devil Anse Hatfield            |
| 2012 | Benedict Cumberbatch | Sherlock                                          | Sherlock Holmes                                           |                                |
| 2012 | Woody Harrelson      | Game Change                                       | Steve Schmidt                                             |                                |
| 2012 | Toby Jones           | The Girl                                          | Alfred Hitchcock                                          |                                |
| 2012 | Clive Owen           | Hemingway & Gellhorn                              | Ernest Hemingway                                          |                                |
| 2011 |                      | Idris Elba                                        | Luther                                                    | Detectiu John Luther           |
| 2011 | Hugh Bonneville      | Downton Abbey                                     | Robert, Compte de Grantham                                |                                |
| 2011 | William Hurt         | Too Big to Fail                                   | Henry Paulson                                             |                                |
| 2011 | Bill Nighy           | Page Eight                                        | Johnny Worricker                                          |                                |
| 2011 | Dominic West         | The Hour                                          | Hector Madden                                             |                                |
| 2010 |                      | Al Pacino                                         | You Don't Know Jack                                       | Jack Kevorkian                 |
| 2010 | Idris Elba           | Luther                                            | Detectiu John Luther                                      |                                |
| 2010 | Ian McShane          | The Pillars of the Earth                          | Waleran Bigod                                             |                                |
| 2010 | Dennis Quaid         | The Special Relationship                          | Bill Clinton                                              |                                |
| 2010 | Edgar Ramirez        | Carlos                                            | Ilich Ramírez                                             |                                |

### Altres anys
| Any  | Guanyador                 | Sèrie                                  |
| ---- | ------------------------- | -------------------------------------- |
| 2009 | Kevin Bacon               | Taking Chance                          |
| 2008 | Paul Giamatti             | John Adams                             |
| 2007 | Jim Broadbent             | Longford                               |
| 2006 | Bill Nighy                | Gideon's Daughter                      |
| 2005 | Jonathan Rhys-Meyers      | Elvis                                  |
| 2004 | Geoffrey Rush             | Call me Peter                          |
| 2003 | Al Pacino                 | Angels in America                      |
| 2002 | Albert Finney             | The Gathering Storm                    |
| 2001 | James Franco              | James Dean                             |
| 2000 | Brian Dennehy             | Arthur Miller's Death Of a Salesman    |
| 1999 | Jack Lemmon               | Inherit The Wind                       |
| 1998 | Stanley Tucci             | Winchell                               |
| 1997 | Ving Rhames               | Don King: Only in America              |
| 1996 | Alan Rickman              | Rasputin: Dark Servant of Destiny      |
| 1995 | Gary Sinise               | Truman                                 |
| 1994 | Raúl Juliá                | The Burning Season                     |
| 1993 | James Garner              | Barbarians at the Gate                 |
| 1992 | Robert Duvall             | Stalin                                 |
| 1991 | Beau Bridges              | Without Warning: The James Brady Story |
| 1990 | James Garner              | Decoration Day                         |
| 1989 | Robert Duvall             | Lonesome Dove                          |
| 1988 | Stacy Keach Michael Caine | Hemingway Jack the Ripper              |
| 1987 | Randy Quaid               | LBJ: The Early Years                   |
| 1986 | James Woods               | Promise                                |
| 1985 | Dustin Hoffman            | La mort d'un viatjant                  |
| 1984 | Ted Danson                | Something About Amelia                 |
| 1983 | Richard Chamberlain       | The Thorn Birds                        |
| 1982 | Anthony Andrews           | Retorn a Brideshead                    |
| 1981 | Mickey Rooney             | Bill                                   |